# Костадин Кабранов
Костадин Кабранов (8 февруари 1954 — 10 март 2022) — е български футболист, играл като нападател.
На второ място в листата на голмайсторите през сезон 1982/83 със 17 гола, след Антим Пехливанов („Тракия“ Пловдив) с 20.
Рекордьор във вечната рангклиста по голове за „Беласица“ (Петрич) в А РФГ с 22 гола.
Има четири мача в турнира Интертото с „Пирин“ (Благоевград) през 1994/95. В мача срещу „Казино“ (Залцбург) 1:2 бележи и двата гола с които повежда българския клуб.
Умира на 10 март 2022 във Петрич на 68-годишна възраст.

## Успехи
Пирин (Благоевград)
- Купа на Съветската армия:
  -  Финалист (1): 1980/81